# 无走廊包厢铁路客车
无走廊包厢铁路客车（英语：Compartment coach）是在车厢内部没有连通包厢与包厢间走廊的包厢铁路客车，包厢与包厢之间互不连通，每个包厢均有通车外的车门，乘客无法在不下车的情况下在不同包厢、不同车厢之间走动。

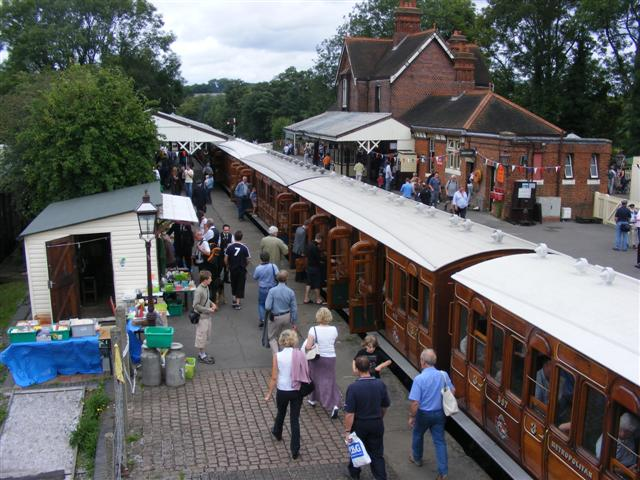
英国遗产铁路的老式“无走廊包厢铁路客车”
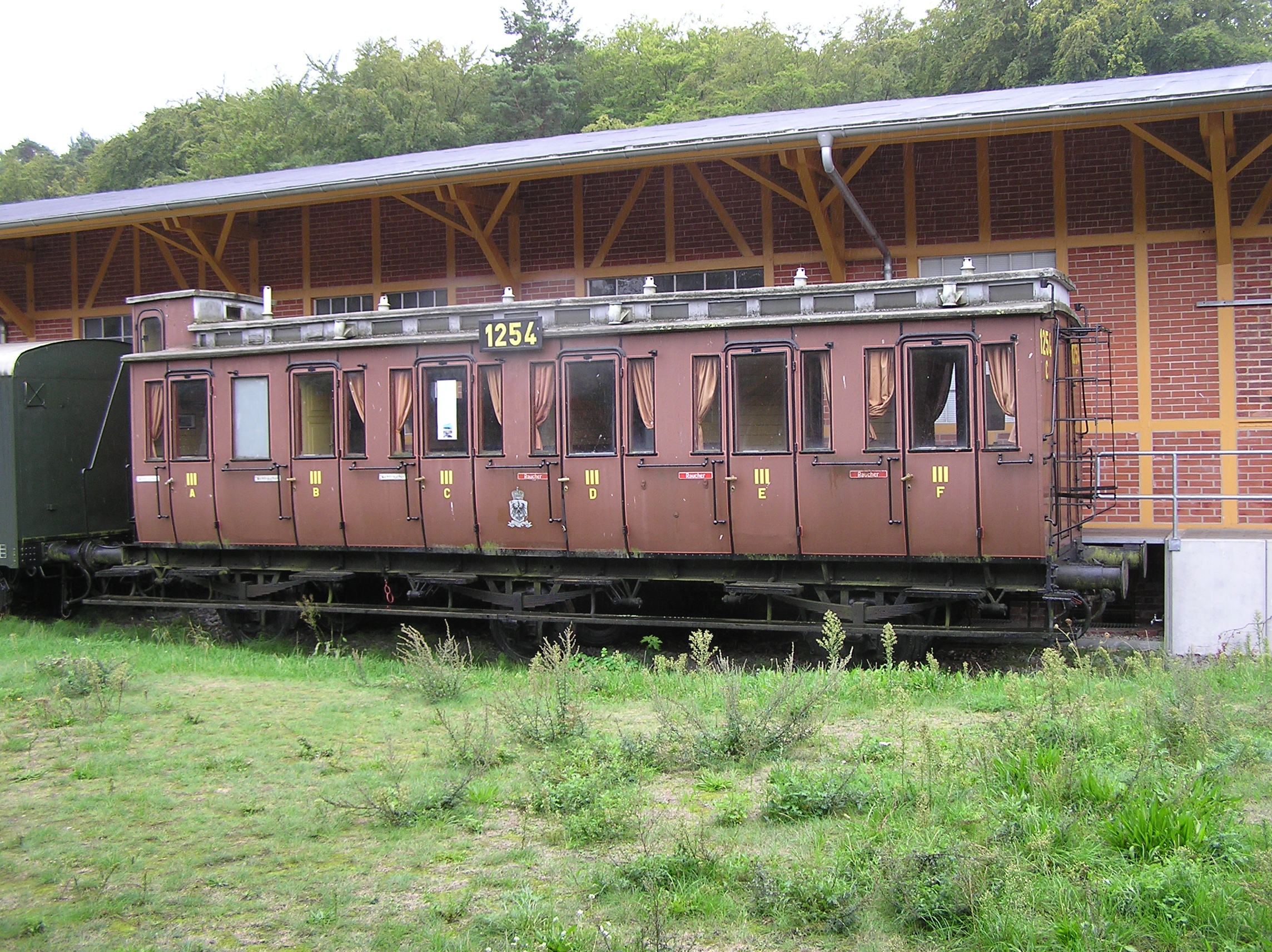
普鲁士国家铁路（英语：Prussian state railways）曾使用的三等座“无走廊包厢铁路客车”
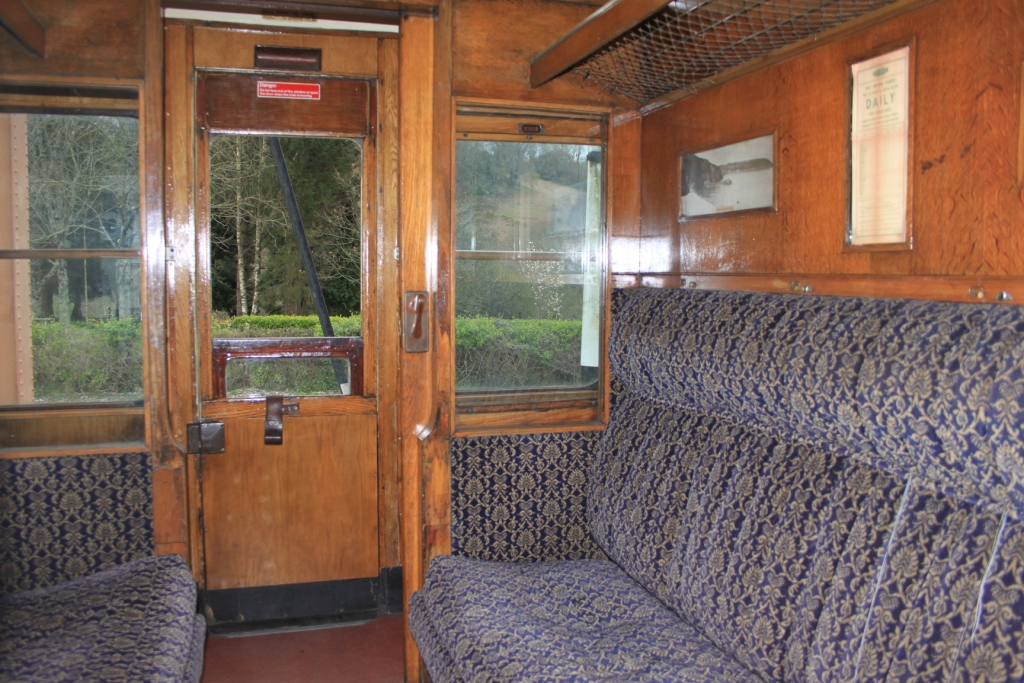
英国大西部铁路曾使用的“无走廊包厢铁路客车”包厢内部
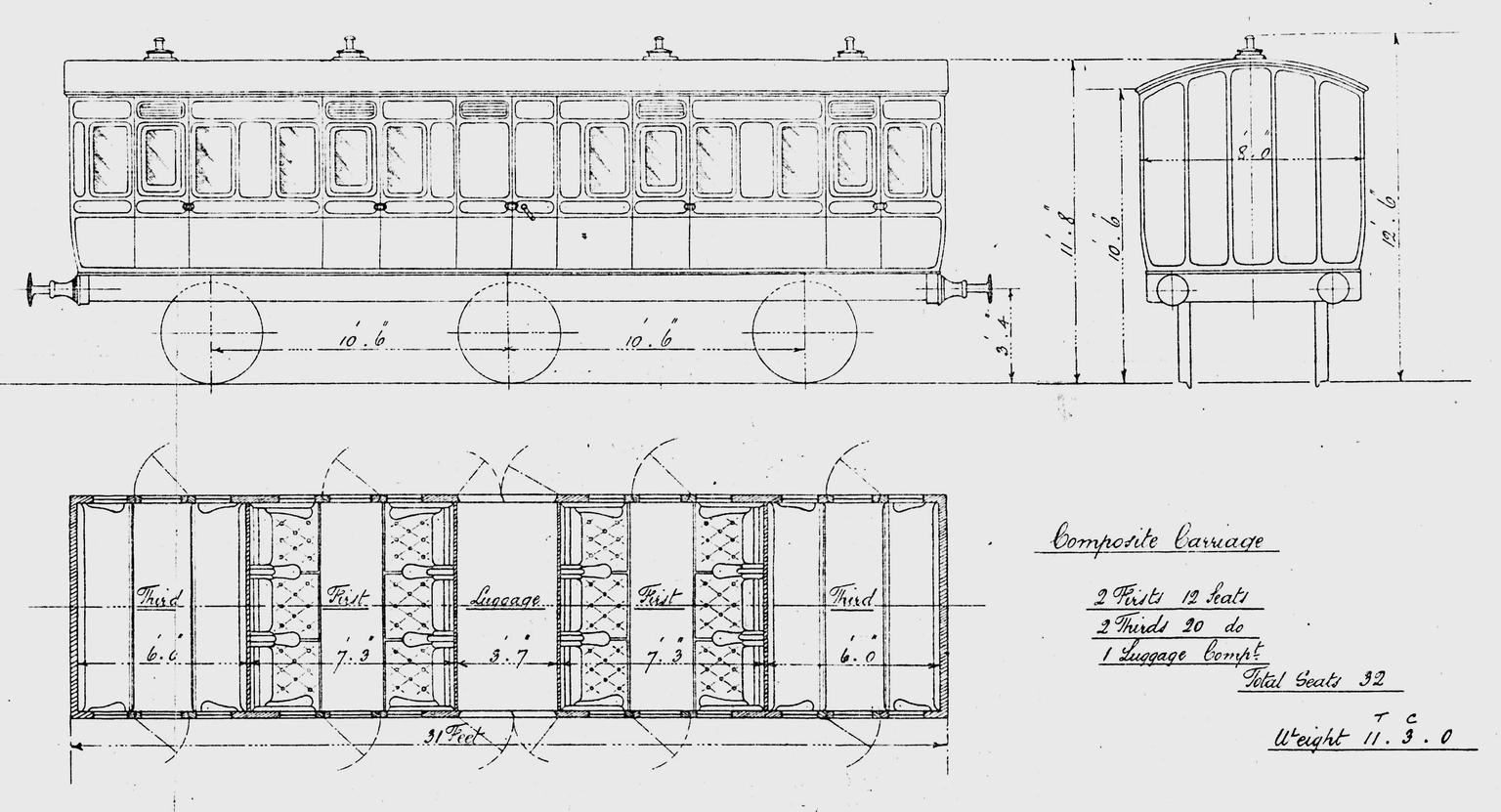
1885年英国米德兰铁路的无走廊包厢铁路客车图纸
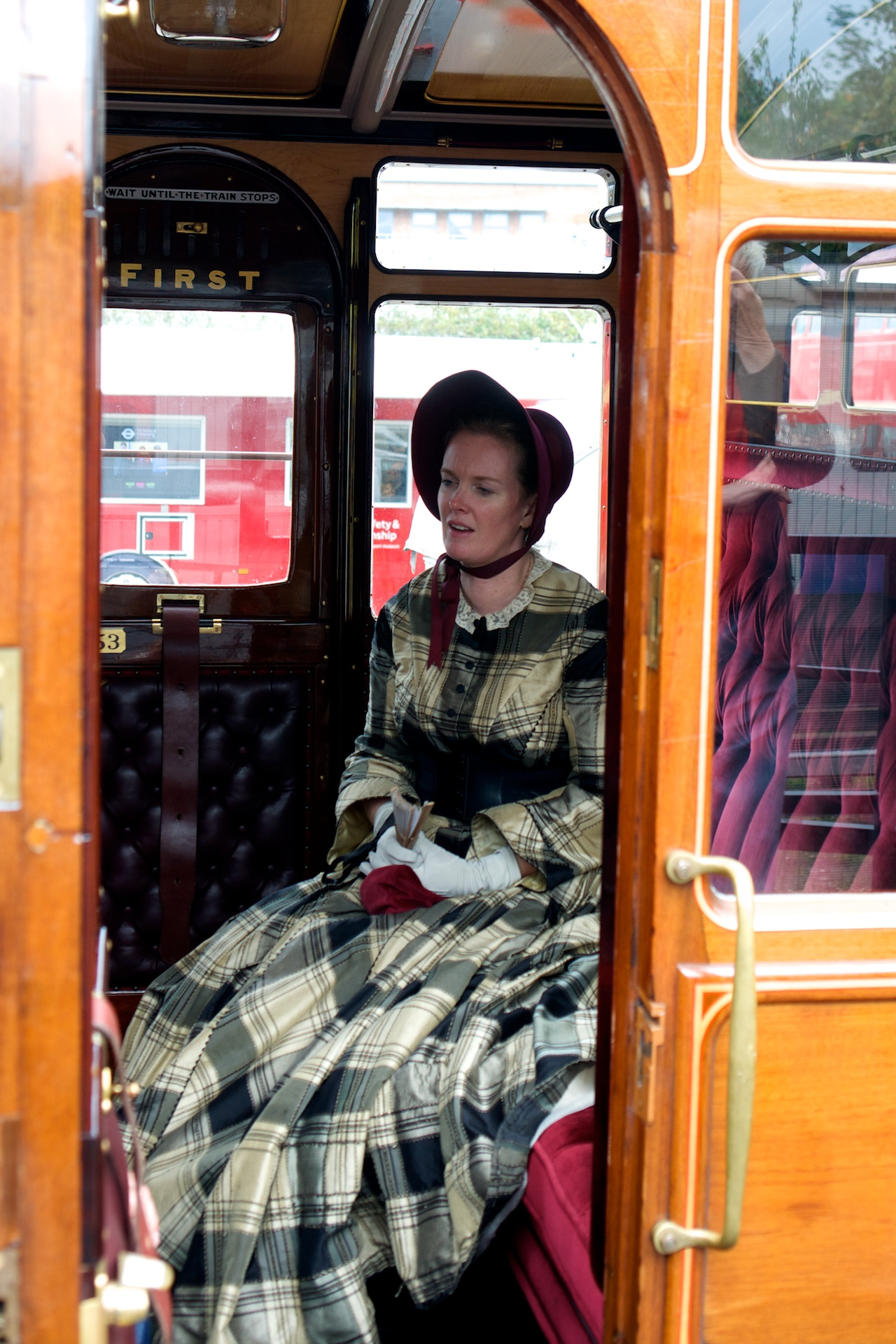
“无走廊包厢铁路客车”一角

无走廊包厢铁路客车”曾是欧洲大部分地区常见的铁路客车。“无走廊包厢铁路客车”19世纪即已出现。早期的“无走廊包厢铁路客车”外观有些像四轮马车，与四轮马车的区别在于“无走廊包厢铁路客车”在一节车厢中集成了多个四轮马车客室。欧洲直至20世纪30年代仍在生产，并一直使用到1960年代。“无走廊包厢铁路客车”的缺点包括无法使用洗手间、无法使用餐车、列车员在列车行进时查票需扒在车厢外侧（十分危险）等。德国及其前身（特别是普鲁士国家铁路）曾大量使用4轮、6轮、8轮“无走廊包厢铁路客车”。
“无走廊包厢铁路客车”20世纪被“带走廊包厢铁路客车”取代，现在处于常规运行状态的包厢铁路客车基本上都是“带走廊包厢铁路客车”。现存“无走廊包厢铁路客车”仅用于铁路遗产保护、研究。